# نینز
روستای ننیز روستایی کوهستانی و سردسیر در شرق رابر در استان کرمان واقع شده‌است و دارای جمعیتی حدود ۳۰۰۰ نفر است البته بیشتر ساکنین روستا بنا به دلایل شغلی و تحصیلی از روستا مهاجرت کرده و اغلب آنها در مرکز استان سکونت دارند. روستای ننیز با توجه به اسناد موجود قدمتی چند صدساله دارد و از سفالینه‌های بدست آمده مشخص است که در زمان مغولها به آتش کشیده شده‌است.